# Кубок мира по волейболу среди женщин 1981
3-й розыгрыш Кубка мира по волейболу среди женщин прошёл с 6 по 16 ноября 1981 года в Осаке (Япония) с участием 8 национальных сборных команд. Обладателем Кубка впервые стала сборная Китая.

## Команды-участницы
Япония — страна-организатор;
СССР — олимпийский чемпион 1980 года;
Куба — чемпион мира 1978;
Болгария — чемпион Европы 1981;
Китай — по итогам азиатской квалификации;
США — чемпион Северной, Центральной Америки и Карибского бассейна 1981;
Бразилия — чемпион Южной Америки 1981;
Южная Корея — по приглашению ФИВБ (вместо команды Африки).

## Квалификация
Отдельный квалификационный турнир к Кубку мира 1981 года был проведён в Азии. Он состоялся 18—23 марта 1981 в Гонконге с участием семи сборных команд. Победу в турнире и путёвку на Кубок мира выиграла сборная Китая.
Предварительный раунд
| М | Команда   | 1   | 2   | 3   | 4   | И | В | П | С/П | О |
| - | --------- | --- | --- | --- | --- | - | - | - | --- | - |
| 1 | Китай     |     | 3:0 | 3:0 | 3:0 | 3 | 3 | 0 | 9:0 | 6 |
| 2 | Австралия | 0:3 |     | 3:2 | 3:1 | 3 | 2 | 1 | 6:6 | 5 |
| 3 | Гонконг   | 0:3 | 2:3 |     | 3:0 | 3 | 1 | 2 | 5:6 | 4 |
| 4 | Сингапур  | 0:3 | 1:3 | 0:3 |     | 3 | 0 | 3 | 1:9 | 3 |

18 марта: Китай — Австралия 3:0 (15:3, 15:2, 15:1); Гонконг — Сингапур 3:0 (15:13, 15:4, 15:3).
19 марта: Китай — Сингапур 3:0 (15:1, 15:3, 15:1); Австралия — Гонконг 3:2 (19:17, 7:15, 11:15, 15:4, 15:7).
20 марта: Австралия — Сингапур 3:1 (15:8, 15:6, 11:15, 15:2); Китай — Гонконг 3:0 (15:1, 15:3, 15:1).
Финальный раунд — Кубок Мизуно
| М | Команда     | 1   | 2   | 3   | И | В | П | С/П | О |
| - | ----------- | --- | --- | --- | - | - | - | --- | - |
| 1 | Китай       |     | 3:0 | 3:- | 2 | 2 | 0 | 6:- | 4 |
| 2 | Япония      | 0:3 |     | 3:2 | 2 | 1 | 1 | 3:5 | 3 |
| 3 | Южная Корея | -:3 | 2:3 |     | 2 | 0 | 2 | -:6 | 2 |

21 марта: Китай — Япония 3:0 (15:5, 15:10, 15:4).
22 марта: Китай — Южная Корея 3:-.
23 марта: Япония — Южная Корея 3:2 (17:15, 5:15, 10:15, 15:5, 15:10).

## Система проведения
8 команд-участниц розыгрыша Кубка мира провели однокруговой турнир, по результатам которого определены итоговые места.

## Результаты
| М | Команда     | 1   | 2   | 3   | 4   | 5   | 6   | 7   | 8   | И | В | П | С/П   | О  |
| - | ----------- | --- | --- | --- | --- | --- | --- | --- | --- | - | - | - | ----- | -- |
| 1 | Китай       |     | 3:2 | 3:0 | 3:2 | 3:0 | 3:0 | 3:0 | 3:0 | 7 | 7 | 0 | 21:4  | 14 |
| 2 | Япония      | 2:3 |     | 3:0 | 2:3 | 3:0 | 3:1 | 3:0 | 3:0 | 7 | 5 | 2 | 19:7  | 12 |
| 3 | СССР        | 0:3 | 0:3 |     | 3:0 | 3:0 | 3:0 | 3:1 | 3:0 | 7 | 5 | 2 | 15:7  | 12 |
| 4 | США         | 2:3 | 3:2 | 0:3 |     | 3:0 | 3:1 | 3:0 | 3:0 | 7 | 5 | 2 | 17:9  | 12 |
| 5 | Южная Корея | 0:3 | 0:3 | 0:3 | 0:3 |     | 3:2 | 3:0 | 3:0 | 7 | 3 | 4 | 9:14  | 10 |
| 6 | Куба        | 0:3 | 1:3 | 0:3 | 1:3 | 2:3 |     | 3:1 | 3:0 | 7 | 2 | 5 | 10:16 | 9  |
| 7 | Болгария    | 0:3 | 0:3 | 1:3 | 0:3 | 0:3 | 1:3 |     | 3:1 | 7 | 1 | 6 | 5:19  | 8  |
| 8 | Бразилия    | 0:3 | 0:3 | 0:3 | 0:3 | 0:3 | 0:3 | 1:3 |     | 7 | 0 | 7 | 1:21  | 7  |

6 ноября: Китай — Бразилия 3:0 (15:4, 15:5, 15:3); Япония — СССР 3:0 (15:1, 15:5, 15:3); Куба — Болгария 3:1 (12:15, 16:14, 15:12, 15:5); США — Южная Корея 3:0 (15:8, 15:12, 15:6).
8 ноября: Китай — СССР 3:0 (15:4, 16:14, 15:0); Япония — Южная Корея 3:0 (15:8, 15:11, 15:7); Куба — Бразилия 3:0 (15:6, 15:5, 15:10); США — Болгария 3:0 (15:3, 15:9, 15:3).
10 ноября: США — Куба 3:1 (15:11, 15:5, 7:15, 15:3); Япония — Болгария 3:0 (15:1, 15:7, 15:3); СССР — Бразилия 3:0 (15:8, 15:5, 15:5); Китай — Южная Корея 3:0 (15:12, 15:9, 15:8).
11 ноября: Китай — Болгария 3:0 (15:6, 15:3, 15:6); СССР — Южная Корея 3:0 (15:11, 15:6, 16:14); США — Бразилия 3:0 (15:4, 15:12, 15:10); Япония — Куба 3:1 (15:13, 14:16, 15:6, 15:5).
13 ноября: США — Япония 3:2 (15:10, 11:15, 15:13, 12:15, 15:9); Южная Корея — Бразилия 3:0 (15:5, 15:6, 15:13); СССР — Болгария 3:1 (15:11, 15:11, 13:15, 15:5); Китай — Куба 3:0 (15:4, 15:13, 15:9).
15 ноября: Китай — США 3:2 (15:8, 13:15, 15:11, 14:16, 15:6); Япония — Бразилия 3:0 (15:3, 15:10, 15:13); Южная Корея — Болгария 3:0 (15:5, 15:6, 15:3); СССР — Куба 3:0 (15:8, 16:14, 15:7).
16 ноября: Болгария — Бразилия 3:1 (10:15, 15:8, 15:7, 15:9); Южная Корея — Куба 3:2 (11:15, 7:15, 15:10, 15:11, 15:11); СССР — США 3:0 (15:11, 15:4, 15:9); Китай — Япония 3:2 (15:8, 15:7, 12:15, 7:15, 17:15).

## Итоги

### Положение команд
| Китай          |
| Япония         |
| СССР           |
| 4. США         |
| 5. Южная Корея |
| 6. Куба        |
| 7. Болгария    |
| 8. Бразилия    |

### Призёры
Китай: Сунь Цзиньфан, Лан Пин, Чжу Лин, Лян Янь, Чжан Жунфан, Чжоу Сяолань, Цао Хуэйин, Чжан Цзеюнь, Чжоу Луминь, Чэнь Чжаоди, Чэнь Яцюн, Ян Си. Главный тренер — Юань Вэйминь.
  Япония: М.Вако, Дзюри Ёкояма, Ю.Киносима, Риэко Мидзухара, Юко Мицуя, М.Нисикава, К.Огава, Н.Огахара, Х.Сато, Каёко Сугияма, Миёко Хиросэ, Ю.Эгами.
  СССР: Людмила Чернышёва, Надежда Радзевич, Лидия Логинова, Татьяна Черкасова, Ирина Макогонова, Елена Ахаминова, Светлана Кунышева, Ольга Соловова, Елена Волкова, Надежда Орлова, Светлана Слепакова, Анита Гилинская. Главный тренер — Николай Карполь.

### Индивидуальные призы
MVP:  Сунь Цзиньфан
Лучшая нападающая:  Флора Хаймэн
Лучшая блокирующая:  Елена Ахаминова
Лучшая на подаче:  Риэко Мидзухара
Лучшая в защите:  Миёко Хиросэ
Лучшая связующая:  Сунь Цзиньфан

### Символическая сборная
Рита Крокетт
 Флора Хаймэн
 Лан Пин
 Сунь Цзиньфан
 Людмила Чернышёва
 Миёко Хиросэ